# Государственная собственность
Госуда́рственная со́бственность — собственность, находящаяся в управлении государства; имущество, в том числе средства и продукты производства, принадлежащие государству полностью либо на основе долевой или совместной собственности.
Государству могут принадлежать акции в акционерных обществах различных форм собственности, кроме того, государство может иметь в собственности любое имущество, необходимое для осуществления его функций. В Российской империи использовалось понятие государственное имущество — в гражданском праве так называлось имущество, составляющее собственность государства как юридического лица. В Союзе ССР государственная собственность считалась высшей формой собственности и входила в основу экономической системы социалистического государства, была основой командно-административной экономики. Право государственной собственности в Российской Федерации — России закреплено статьёй 214 ГК России. В литературе также применяется словосочетание «Государственные имущества».

## Виды государственной собственности в России
Государственная собственность в Российской Федерации подразделяется на:
- федеральную собственность;
- собственность субъектов федерации.

Согласно ст. 130 Конституции России 1993 года муниципальная собственность не является разновидностью государственной собственности, т. е. в России с 1993 года это самостоятельная форма собственности.
К федеральной собственности относятся:
1. Объекты, составляющие основу национального богатства страны (природные ресурсы, охраняемые или особым образом используемые природные объекты, объекты историко-культурного и природного наследия и художественные ценности);
2. Объекты, необходимые для обеспечения функционирования федеральных органов власти и управления и решения общероссийских задач (Государственная казна Российской Федерации, имущество вооруженных сил и различных войск, предприятия и так далее);
3. Объекты оборонного производства;
4. Объекты отраслей, обеспечивающих жизнедеятельность народного хозяйства России в целом и развитие других отраслей народного хозяйства;
5. Федеральные автомобильные дороги общего пользования и обслуживающие их организации[5].

## Виды государственной собственности в советский период
- Государственная собственность СССР;
- Государственная собственность союзных, автономных республик, автономных областей и автономных округов;
- Государственная собственность административно-территориальных единиц (коммунальная собственность)[6], таких как области, края (административно-территориальные единицы регионального уровня), районы, города областного или краевого подчинения (административно-территориальные единицы базового уровня), города районного подчинения, посёлки, сёла (административно-территориальные единицы первичного уровня).

## Виды государственной собственности в Германии
- Государственная собственность ФРГ;
- Государственная собственность земель ФРГ;
- Государственная собственность административно-территориальных единиц (коммунальная собственность), таких как общины и союзы общин (районы).

## Виды государственной собственности в странах Скандинавии
- Общенациональная государственная собственность;
- Государственная собственность автономных областей (Фарерских островов, Гренландии, Аландских островов);
- Государственная собственность административно-территориальных единиц, таких как регионы, фюльке (административно-территориальные единицы базового уровня), коммуны (административно-территориальные единицы первичного уровня).